# هوارة عدلان
قرية هوارة عدلان هي إحدى القرى التابعة لمركز الفيوم في محافظة الفيوم في جمهورية مصر العربية. حسب إحصاءات سنة 2006، بلغ إجمالي السكان في هوارة عدلان 13377 نسمة، منهم 7010 رجل و6367 امرأة.